# Haus Brüssel

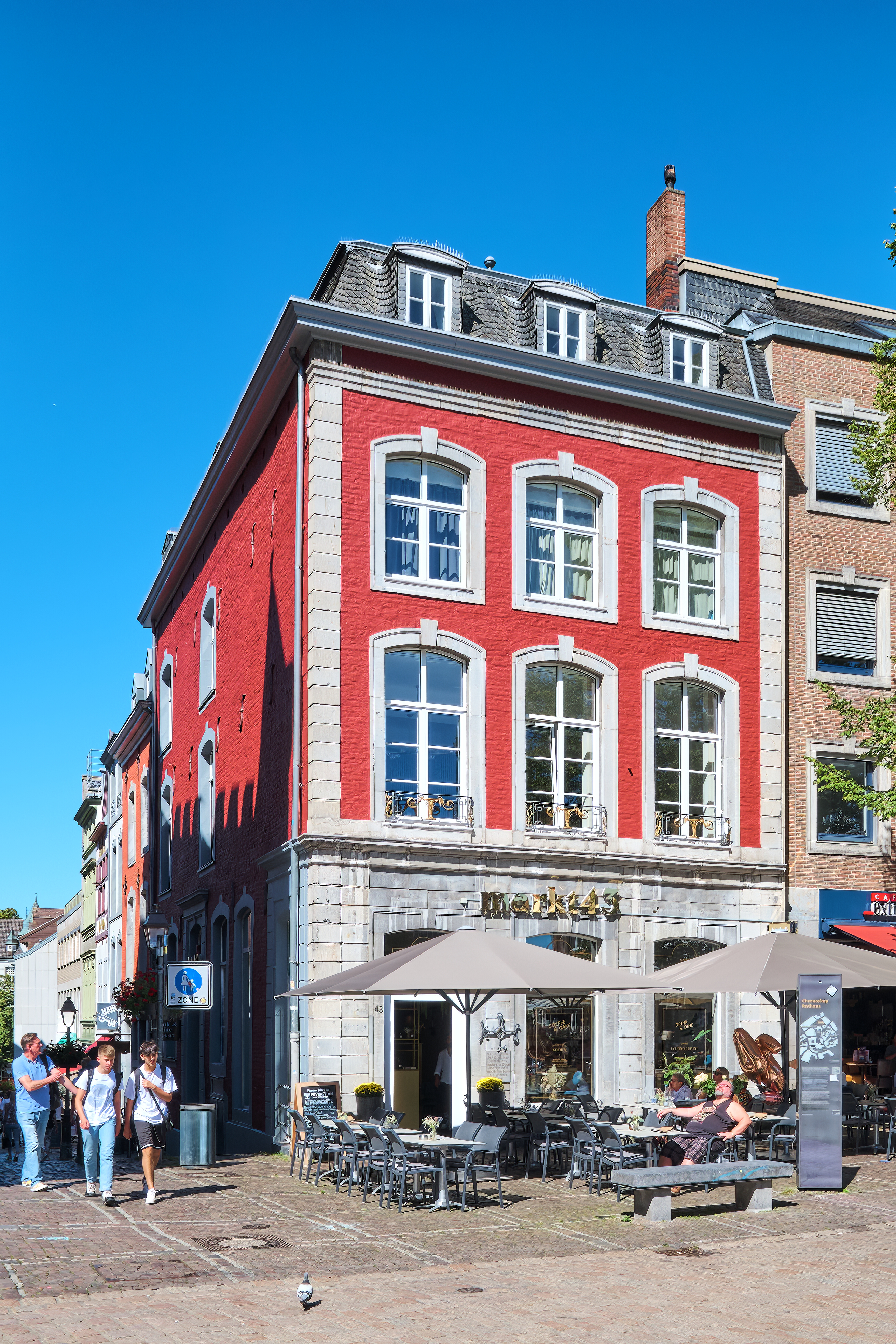
Haus Brüssel, Aachen

Das Haus Brüssel ist ein unter Denkmalschutz stehendes Gebäude in Aachen. Es befindet sich an der Einmündung der Pontstraße in den Marktplatz direkt gegenüber dem ebenfalls denkmalgeschützten Haus Löwenstein. Das Haus Brüssel wurde um 1785 von Jakob Couven auf den Fundamenten eines älteren Gebäudes errichtet, welches bereits um 1320 im Zinsregister des Aachener Marienstiftes als „domus brusele“ erwähnt ist, und in dem gemäß den Stadtrechnungen von 1338/1339 der Friedensschluss und das Friedensmahl zwischen der Stadt Aachen und dem Feldhauptmann Hartrad von Schönecken, woran heute noch ein Ölbild erinnert, stattfanden.

## Geschichte
Das Haus erhielt seinen Namen entweder im Rahmen einer allgemeinen Bezeichnung einzelner Häuser nach bedeutenden Orten oder weil es von einem Besitzer erworben worden war, der aus Brüssel stammte. Es diente bis Anfang des 15. Jahrhunderts den Schöffen des königlichen Schöffenstuhls als Tagungsort und Festlokal, bevor diese dann einen entsprechenden und gleichnamigen Sitzungssaal im gegenüberliegenden Aachener Rathaus erhielten. Dies führte anschließend bei dem bestehenden Gebäude offensichtlich zu der neuen Bezeichnung „zen alden Brüssel“ (zum alten Brüssel), unter der es erstmals ab 1421 erwähnt wurde. Auch der Name „Brüsselstein“ tauchte nunmehr immer wieder auf, weil das Haus im Gegensatz zu den in dieser Zeit meistens in Holz- und Lehmbauweise gehaltenen Gebäuden aus festem Bruchstein bestand. Ab dem Jahr 1556 bürgerte sich – aus unbekanntem Grunde – der Name „zum wilden Mann“ ein, doch spätestens seit dem 20. Jahrhundert verwendet man aus Traditionsgründen wieder den alten Namen „Haus Brüssel“.
Im Jahr 1615, möglicherweise aber auch schon früher, richtete der Apotheker Peter Gersthoven im Haus Brüssel eine Apotheke ein, die damit als die älteste Apotheke Aachens vor der von Ägidius Heusch um 1660 gegründeten Hirsch-Apotheke gilt. Fünf Generationen lang verblieb diese Apotheke im Besitz der Familie Gersthoven, bevor sie im Jahr 1763 an den Apotheker Matthias Theodor Degraa verkauft wurde. Dieser übernahm drei Jahre später auch das Haus Brüssel, ließ es 1785 bis auf das Fundament niederlegen und durch Jakob Couven an ebendieser Stelle ein neues Gebäude erbauen. Dieser Neubau überstand mehrere Kriege, wurde mehrfach restauriert, saniert und modernisiert, und dabei insgesamt nur leicht verändert.
Im August 2019 schloss die im Haus Brüssel betriebene Karls-Apotheke und auch die Verträge mit den anderen Mietern wurden gekündigt. In den nächsten Jahren steht eine umfangreiche Sanierung und Restaurierung nach denkmalhistorischen Aspekten an und anschließend wird die Immobilie wieder neu verpachtet.

## Baubeschreibung
Das heutige Haus Brüssel ist auf den Fundamenten eines im gotischen Stil errichteten Vorgängerbaus errichtet worden, welches um einige Quadratmeter kleiner gewesen sein muss. Die sichtbaren und massiven Kellergewölbe aus dieser Zeit wurden aus dem gleichen Stein und im gleichen Stil angefertigt, wie im 1344 fertiggestellten Haus Löwenstein direkt gegenüber. Unter dem Kellergewölbe wurden weitere Gewölbeteile gefunden, die sich in die nachkarolingische Zeit zurückdatieren lassen. Der hinter dem Grundstück verlaufende ehemalige „Steinweg“ wurde mitverbaut und die heute dort noch erhaltene Bruchsteinmauer, an der jetzt die Treppe zum Obergeschoss emporführt, markiert diese Grundstücksgrenze.
Der viergeschossige und dreiachsige Neubau mit ausgebautem Mansarddach wurde von Jakob Couven in seinem charakteristischen Übergangsstil vom Rokoko zum Zopfstil als Dreifensterhaus errichtet. Die Fenster in den beiden Obergeschossen wurden sowohl in Richtung Marktplatz als auch zur Pontstraße hin mit Aachener Blausteinrahmen eingefasst. Der Haupteingang, welcher ebenfalls wie die beiden benachbarten großen Schaufenster und der seitliche Nebeneingang mit Blausteinen umrahmt ist, befand sich anfangs am östlichen Rand, direkt angelehnt an das Nachbarhaus Nr. 45, und wurde bei einer späteren Restaurierung in der Mitte des 19. Jahrhunderts weiterhin marktseitig, aber an die Ecke zur Pontstraße hin verlegt.
Bis auf wenige Details entspricht somit das heutige Haus Brüssel immer noch dem von Couven entworfenen Bau.